# ماري غراي
ماري غراي (بالإنجليزية: Mary W. Gray) أستاذة علوم ورياضيات أمريكية، ولدت في كانساس. وكانت الرياضيات والتاريخ والفيزياء المواد المفضلة لديها أثناء المرحلة الثانوية. واستمرت في التحصيل إلي أن نالت درجة بكالوريوس العلوم شعبة الرياضيات والفيزياء من جامعة هيستنجز في عام 1959.
كانت الاولي علي دفعتها عند التخرج، حصلت علي منحة فولبرايت فتمكنت من قضاء سنتين في جامعة جوته في فرانكفورت ألمانيا ثم بدأت دراساتها العليا في جامعة كانساس وحصلت علي الماجستير في عام 1962 ودكتوراه الفلسفة في عام 1964 في مجال النظرية الحلقية لتصبح ثاني أمرأه تحصل علي دكتوراه الفلسفة في الرياضيات.
بعد تخرجها في كانساس عينت جراي في جامعة بيركلى في كاليفورنيا ثم في هايوارد بجامعة ولاية كاليفورنيا قبل عملها في كلية الجامعة الأمريكية عام 1968 وفي تلك الأثناء تزوجت ألفرد جراي وهو عالم رياضيات أيضاً.
ظلت مارى جراى في الجامعة الأمريكية حيث تشغل حاليا منصب أستاذ رياضيات عملت رئيس قسم الرياضيات والإحصاء ومدير برنامج دراسات المرأة في الجامعة من عام 1988 حتي عام 1989 كما عملت لفصلين دراسيين رئيساً لمجلس الكلية.
تعد مارى جراى من المؤسسات الأوليات لرابطة المرأة للرياضيات كما كانت رئيستها الأولي بين عامي 1971 و 1973. وفي عام 1976 انتخبت نائب رئيس جمعية الرياضيات الأمريكية.

## الجؤائز والتشجيعات
حصلت جراى علي جائزة منتور (Mentor) علي مجموع إنجازتها في حياتها في عام 1994 من الرابطة الأمريكية لتطوير العلوم
حصلت جراى علي ونينا روشر من قسم الكيمياء ومنحة قدرها 95 الف دولار من مؤسسة العلم القومية لتشجيع الفتيات الأمريكيات.

## المصدر
http://www.agnesscott.edu/lriddle/women/gray.htm

## مزيد من القراءة
- A Brief History of the Association for Women in Mathematics: The Presidents' Perspectives
- Notable Women in Mathematics, a Biographical Dictionary, edited by Charlene Morrow and Teri Perl, Greenwood Press, 1998. pp 71–76
- Radical Subcategories Pacific Journal of Mathematics, Vol. 23, No. 1 (1967), 79-89

## وصلات خارجية
- O'Connor، John J.؛ Robertson، Edmund F.، "ماري غراي"، تاريخ ماكتوتور لأرشيف الرياضيات
- Mary Gray نسخة محفوظة 23 مارس 2008 على موقع واي باك مشين. at American University
- "Mary Gray", Biographies of Women Mathematicians, Agnes Scott College
- Mary Lee Wheat Gray, Mathematics Genealogy Project